# 安德烈·梅萨罗什
安德烈·梅萨罗什（1985年10月13日—），斯洛伐克男子冰球运动员。他曾代表斯洛伐克参加2006年、2010年和2014年冬季奥林匹克运动会冰球比赛，最好名次为2010年冬季奥运会的第四名。